# Diócesis de Laghouat

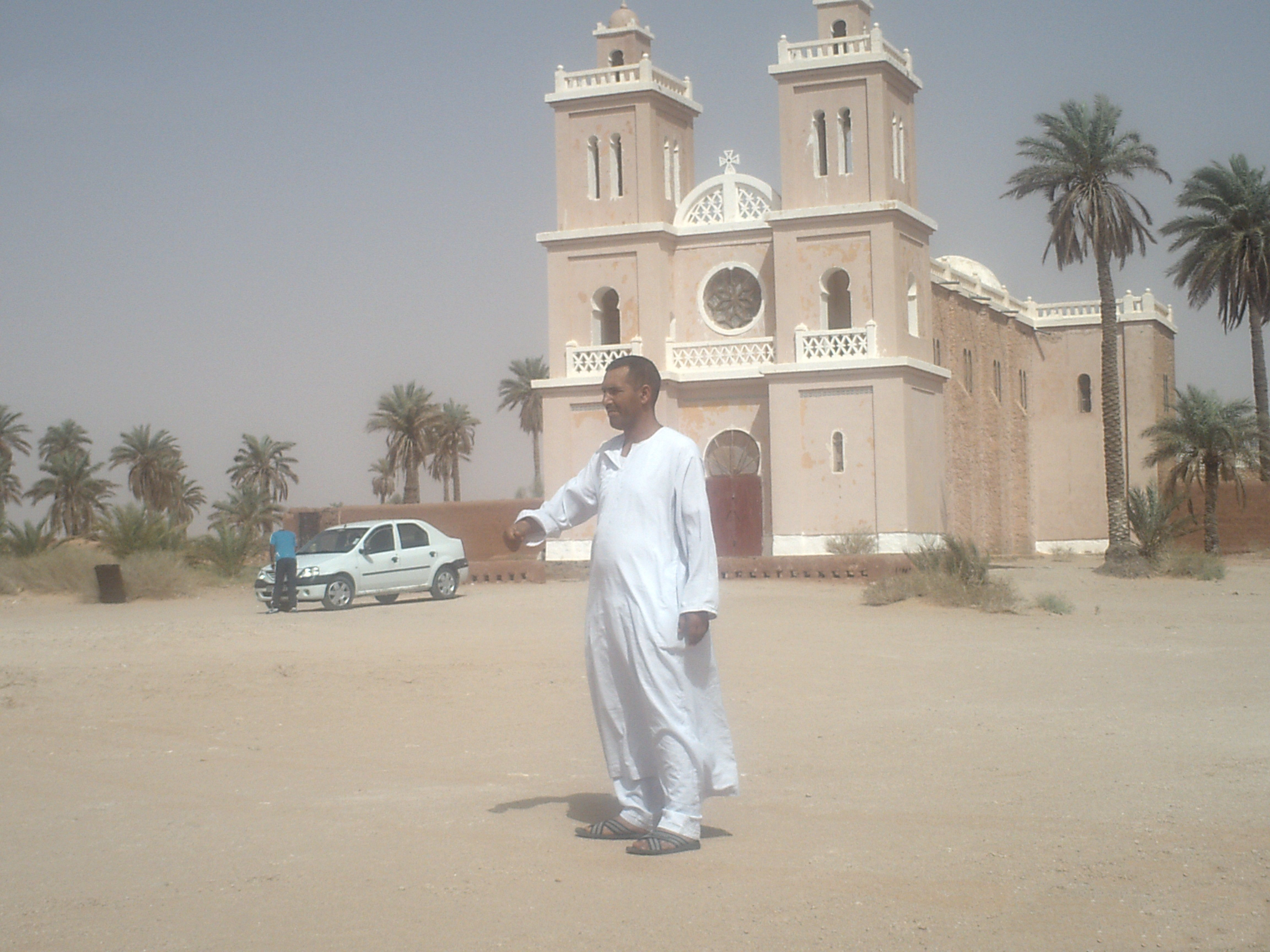
Iglesia de San José, El Menia

La diócesis de Laghouat (en latín: Dioecesis Laghuaten(sis) y en francés: Diocèse de Laghouat) es una circunscripción eclesiástica de rito latino de la Iglesia católica en Argelia, inmediatamente sujeta a la Santa Sede. Desde el 25 de enero de 2025 su obispo es Diego Ramón Sarrió Cucarella M.Afr.

## Territorio y organización
La diócesis extiende su jurisdicción sobre los fieles católicos de rito latino residentes en las siguientes provincias de Argelia ubicadas al sur de los montes Atlas: Tamanrasset, In Guezzam, Bordj Badji Mokhtar, Djanet, In Salah, Illizi, Tinduf, Béchar, Béni Abbès, Adrar, Timimoun, El Menia, Gardaya, El Bayadh, Laghouat, Ouled Djellal, El M'Ghair, Uargla, Tuggurt, El Oued y parte de las provincias de Naama, Tiaret, Djelfa y M'Sila.
La sede de la diócesis está en la ciudad de Gardaya, en donde se encuentra la Procatedral de Gardaya, desde que la Catedral de San Hilarión en Laghouat fuera secularizada y convertida en museo luego de la independencia de Argelia. 
En 2019 el territorio estaba dividido en 10 parroquias.

## Historia
La prefectura apostólica de Gardaya fue erigida el 19 de julio de 1901 con parte del territorio del vicariato apostólico del Sáhara y Sudán (hoy arquidiócesis de Bamako), estableciéndose el límite en el paralelo de 20° N.
El 10 de marzo de 1915 mediante el decreto Ut in littore cedió Mauritania a la prefectura apostólica de Senegal (hoy diócesis de Saint-Louis de Senegal).
El 10 de enero de 1921, en virtud del decreto Quo in nonnullis de la Sagrada Congregación de Propaganda Fide, asumió el nombre de prefectura apostólica de Gardaya en el Sahara.
El 28 de abril de 1942 cedió una parte de su territorio para la erección de la prefectura apostólica de Niamey (hoy arquidiócesis de Niamey) mediante la bula Ad faciliorem del papa Pío XII.
El 10 de junio de 1948 con la bula Ghardaiensis in Sahara del papa Pío XII la prefectura apostólica fue elevada a vicariato apostólico.
El 5 de julio de 1954 cedió una parte de su territorio para la erección de la prefectura apostólica del Sahara Español y de Ifni (hoy prefectura apostólica del Sahara Occidental) mediante la bula Summi Dei voluntate del papa Pío XII.
El 14 de septiembre de 1955, como resultado de la bula Dum tantis del papa Pío XII, el vicariato apostólico fue elevado a diócesis y tomó su nombre actual.

## Episcopologio
- Charles Guérin † (1901-1910 falleció)
- Henry Bardou † (1911-1916 falleció)
- Louis David † (1916-1919 falleció)
- Gustave-Jean-Marie Nouet, M.Afr. † (8 de abril de 1919-1941 falleció)
- Georges-Louis Mercier, M.Afr. † (1941-11 de enero de 1968 renunció[7])
- Jean-Marie Michel Arthur Alix Zacharie Raimbaud, M.Afr. † (11 de enero de 1968-25 de junio de 1989 falleció)
- Michel-Joseph-Gérard Gagnon, M.Afr. † (4 de febrero de 1991-1 de junio de 2004 falleció)
- Claude Jean Narcisse Rault, M.Afr. (26 de octubre de 2004-16 de marzo de 2017 retirado)
- John Gordon MacWilliam, M.Afr., desde el 16 de marzo de 2017
- Diego Sarrio Cucarella, M.Afr (25 de enero de 2025 a la actualidad).

## Estadísticas
De acuerdo al Anuario Pontificio 2020 la diócesis tenía a fines de 2019 un total de 2080 fieles bautizados.
| Año                                                                             | Población            | Población | Población      | Sacerdotes | Sacerdotes    | Sacerdotes    | Bautizados por sacerdote | Diáconos permanentes | Religiosos | Religiosos | Parroquias |
| Año                                                                             | Bautizados católicos | Total     | % de católicos | Total      | Clero secular | Clero regular | Bautizados por sacerdote | Diáconos permanentes | Varones    | Mujeres    | Parroquias |
| ------------------------------------------------------------------------------- | -------------------- | --------- | -------------- | ---------- | ------------- | ------------- | ------------------------ | -------------------- | ---------- | ---------- | ---------- |
| 1950                                                                            | 12 241               | 963 477   | 1.3            | 48         |               | 48            | 255                      |                      | 3          | 129        | 12         |
| 1970                                                                            | 2837                 | 1 053 319 | 0.3            | 54         | 2             | 52            | 52                       |                      | 60         | 124        | 4          |
| 1980                                                                            | 2540                 | 1 702 540 | 0.1            | 26         |               | 26            | 97                       |                      | 33         | 93         | 10         |
| 1990                                                                            | 140                  | 2 686 627 | 0.0            | 28         | 2             | 26            | 5                        |                      | 32         | 59         | 10         |
| 1998                                                                            | 800                  | 3 583 400 | 0.0            | 17         |               | 17            | 47                       |                      | 24         | 35         | 10         |
| 2001                                                                            | 1500                 | 3 726 736 | 0.0            | 16         |               | 16            | 93                       |                      | 23         | 39         | 10         |
| 2002                                                                            | 2000                 | 3 782 635 | 0.1            | 19         | 1             | 18            | 105                      |                      | 27         | 35         | 11         |
| 2003                                                                            | 2000                 | 3 883 035 | 0.1            | 15         | 1             | 14            | 133                      |                      | 22         | 37         | 10         |
| 2004                                                                            | 2000                 | 3 883 035 | 0.1            | 16         | 1             | 15            | 125                      |                      | 24         | 37         | 10         |
| 2007                                                                            | 1000                 | 3 950 000 | 0.0            | 17         |               | 17            | 58                       |                      | 23         | 36         | 11         |
| 2010                                                                            | 1200                 | 4 076 000 | 0.0            | 15         | 3             | 12            | 80                       |                      | 22         | 38         | 12         |
| 2013                                                                            | 1200                 | 4 324 000 | 0.0            | 14         | 3             | 11            | 85                       |                      | 16         | 32         | 11         |
| 2016                                                                            | 2000                 | 4 605 712 | 0.0            | 16         | 3             | 13            | 125                      |                      | 22         | 36         | 10         |
| 2019                                                                            | 2080                 | 4 902 760 | 0.0            | 14         | 3             | 11            | 148                      |                      | 20         | 26         | 10         |
| Fuente: Catholic-Hierarchy, que a su vez toma los datos del Anuario Pontificio. |                      |           |                |            |               |               |                          |                      |            |            |            |